# Aeroporto di Braunschweig

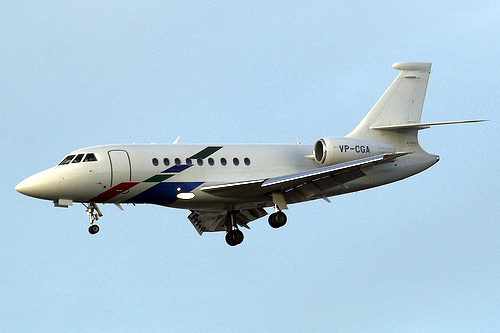
Volkswagen Air Service Falcon 2000 VP-CGA

L'Aeroporto di Braunschweig-Wolfsburg, in tedesco Flughafen Braunschweig-Wolfsburg (IATA: BWE, ICAO: EDVE), è un aeroporto sito a Braunschweig, Germania.

## Storia
L'aeroporto, situato a sud del quartiere Waggum, a nord di Braunschweig, fu costruito nel 1934/35 durante l'era nazionalsocialista perché il campo d'aviazione di Broitzem, che in precedenza era stato utilizzato anche per i trasporti e si trovava a ovest della città, era ormai rivendicato dalla Luftwaffe esclusivamente per i propri scopi. Tuttavia, il nuovo aeroporto era originariamente grande solo la metà, il che spiega la direzione in cui il primo edificio di accoglienza, tuttora esistente, e il relativo hangar sono rivolti verso nord-ovest. Già nel 1937 fu ampliato a est. L'edificio della reception, tuttora in uso, fu costruito solo nel 1939. Il primo aereo atterrò il 18 maggio 1936, dopo l'approvazione del campo di aviazione di Hannover. Si trattava di un Heinkel He 70 appartenente a Deutsche Lufthansa, che quindi includeva Braunschweig nella sua rete di rotte. C'erano collegamenti diretti con Berlino, Halle e Hannover.

## Utilizzo attuale
L'aeroporto viene usato per voli non programmati con business-jet e dal DLR, l'agenzia spaziale tedesca. Anche la Technische Universität Braunschweig ha alcuni dipartimenti aeronautici nell'area aeroportuale. Anche l'industria automobilistica Volkswagen detiene azioni dell'aeroporto e utilizza le piste come base per la sua flotta. Questa flotta aerea gestita da Volkswagen Air Services, che gestisce servizi regolari verso altre sedi europee dell'azienda e delle sue filiali, come Škoda, Audi e SEAT. 
A maggio 2009, è stato dato il via libera per l'ampliamento della pista sino a 2.300 m.  La cifra necessaria, per apportare migliorie, è stata stabilita in 38 milioni di Euro. Nonostante forti resistenze ad opera di gruppi locali, sia la Volkswagen che la DLR hanno portato avanti il progetto per poter usare la propria flotta in tutte le condizioni meteo. Sinora non son stati resi pubblici piani per intensificare il traffico commerciale da e per l'aeroporto.
La pista principale è lunga 1.689 m e larga 30 m, ed è inoltre presente una pista parallela in erba di 900 m di lunghezza.
L'aeroporto di Braunschweig è, tradizionalmente, uno dei maggiori centri di volo a vela in Germania.